# Aleksandrovsk (Russie)
Pour les articles homonymes, voir Aleksandrovsk.
Aleksandrovsk (en russe : Александровск) est une ville du kraï de Perm, en Russie. Sa population s'élevait 13 600 habitants en 2014.

## Géographie
Aleksandrovsk est arrosée par la rivière Lytva et se trouve à 185 km au nord-est de Perm.

## Histoire
Aleksandrovsk est fondée en 1783 à côté d'une nouvelle usine sidérurgique, au bord de la rivière Lytva. Elle reçoit ultérieurement le nom du maître de forges : Aleksandrovski Zavod. La localité accède au statut de commune urbaine en 1929 puis à celui de ville en 1951.

## Population
Recensements (*) ou estimations de la population
| 1926* | 1939* | 1959*  | 1970*  | 1979*  |
| ----- | ----- | ------ | ------ | ------ |
| 3 299 | 7 572 | 19 053 | 18 286 | 19 993 |

| 1989*  | 2002*  | 2010*  | 2013   | 2014   |
| ------ | ------ | ------ | ------ | ------ |
| 20 073 | 16 231 | 14 495 | 13 858 | 13 600 |

## Économie
Les principales entreprises d'Aleksandrovsk sont :
- Iaïvinskaïa GRES-16 (en russe : Яйвинская ГРЭС-16) : centrale hydroélectrique mise en service en 1963.
- Aleksandrovski Machinostroïtelny Zavod (en russe : ОАО Александровский машиностроительный завод) : fabrique des équipements miniers (alimentateurs à tablier, berlines, chargeuses, convoyeurs à bande, locomotives diesels et électriques de mines, tapis roulants de fond)[2].